# Curruca layardi
Curruca layardi là một loài chim trong họ Sylviidae. Loài này được tìm thấy ở Lesotho, Namibia và Cộng hòa Nam Phi. Môi trường sống tự nhiên của loài này là vùng cây bụi khô nhiệt đới hoặc cận nhiệt đới .